# Andahuaylas
Andahuaylas és la ciutat i capital del districte d'Andahuaylas i de la província d'Andahuaylas, a la zona nord-oest del departament d'Apurímac  a l'estat de Perú, a una altitud mitjana de 2900 m. La zona metropolitana conformada per la conurbació dels districtes de San Jerónimo, Andahuaylas i Talavera de la Reyna tenia una població aproximada, l'any 2015, de 63. 654 habitants. És per tant, la ciutat més poblada de la regió i la primera més important quant a l'activitat econòmica.

## Toponímia
Antahuaylla, paraula de la qual prové el nom de la ciutat de Andahuaylas, és originada per la conjunció de dues paraules quítxua: anta que significa coure i el color coure; i huaylla que significa prada.

## Història
Els primers signes d'activitat humana a la zona de Andahuaylas daten de 12.000 anys a. C., l'època de caçadors avançats (12.000 anys a.C. fins als 6.000 anys a.C.). Denominat també com el període dels 'Huacccharunas', que han passejat en tota la regió aprofitant els recursos naturals per a la seva subsistència.
Cap als 6.000 anys aC va arribar la revolució agrícola als Andes. Per a aquest etapa entraren en escena els 'Antarunas', (sedentaris) i els 'Purinrunas' (nòmades). Els primers es van dedicar a desenvolupar encara més l'agricultura (papa, blat de moro); mentre que els segons es van especialitzar en la ramaderia i van domesticar els camèlids.
Durant el període formatiu que abasta aproximadament des dels 2.000 anys aC. la zona va ser influenciada per la cultura Chavín (de manera esporàdica) i les cultures Paracas i Nazca (sobretot per aquestes dues últimes per la proximitat geogràfica).
Després, va venir la influència de la cultura Tiawanaco. Des d'aproximadament 300 anys d C. etapa en la qual tota la zona cau sota dominació de la cultura Wari.
Amb el final de la cultura Wari apareixen en escena els Chankas provinents del departament de Huancavelica. Van desplaçar als quítxues que van haver de retirar-se a l'altra riba del riu Pachachaca. Després va ser conquistada per Pachacútec per a l'imperi del Tahuantinsuyo.
A principi de la colonització espanyola, el 7 de novembre de l'any 1533 va ser fundada per Francisco Pizarro com «San Pedro de Andahuaylas la Grande, de la Corona» segons consta en les cròniques de Pedro Cieza de León, durant la fundació de Andahuaylas Pizarro va deixar una creu de fusta. Després es va començar la construcció de la Catedral de Sant Pere a la Plaça principal, segons algunes cròniques s'esmenta que les obres van durar més de quaranta anys, actualment aquesta creu de fusta és en la façana lateral que dona cap a la plaça principal.
La província de Andahuaylas es va crear a l'època Republicana i el districte de Andahuaylas es va crear al mateix temps que la província, el 21 de juny de 1825, per decret del govern de Simón Bolívar, formant part del Departament del Cusco. Per llei de 28 d'abril de 1873, se la va agregar al Departament de Apurímac.